# Albánsko-černohorská státní hranice

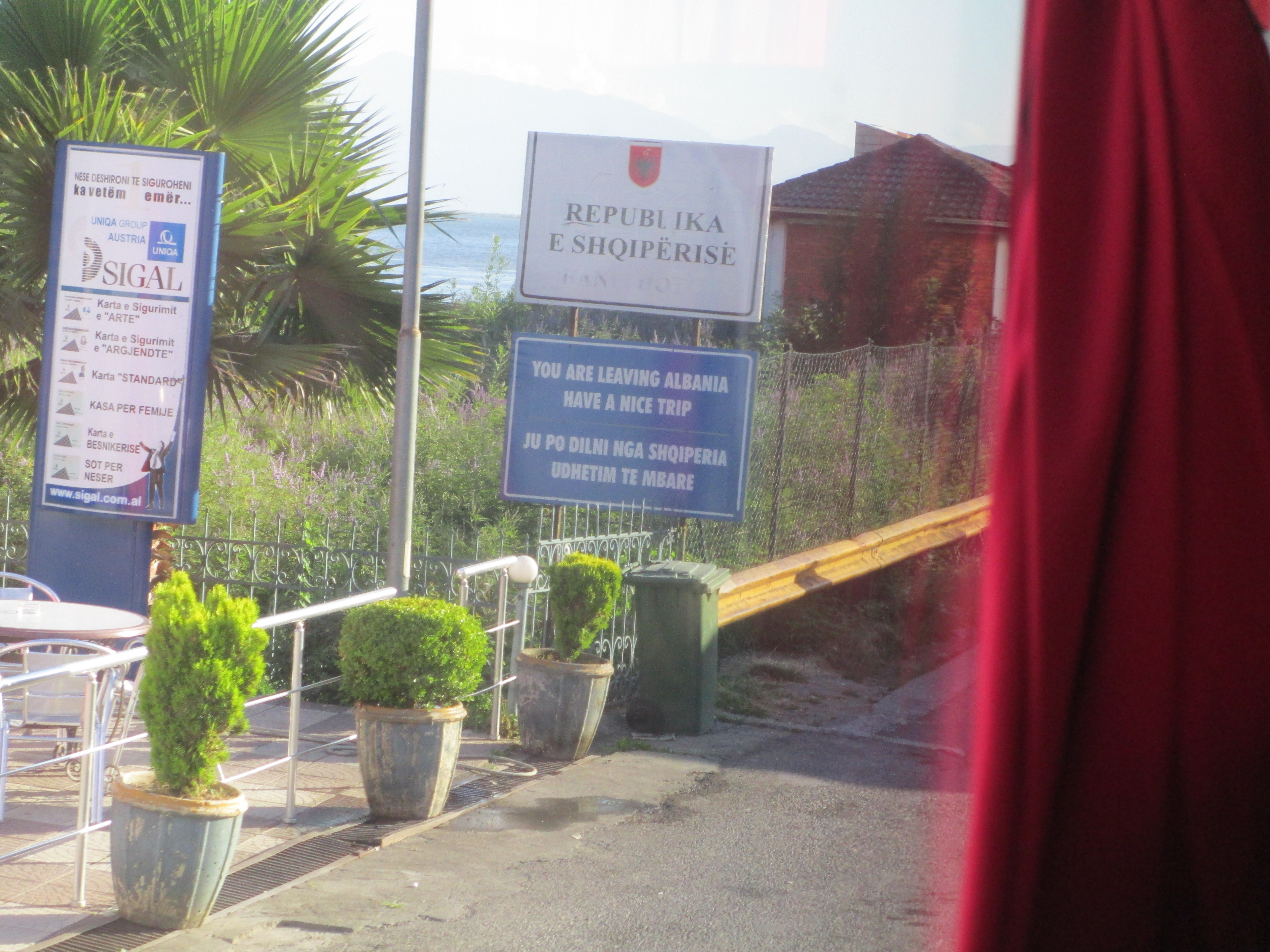
Označení hraničního bodu na přechodu Hani i Hotit/Tuzi

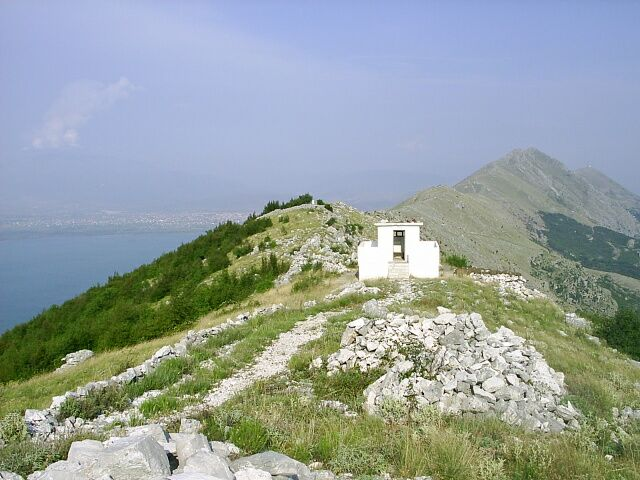
Opuštěná stanice pohraniční stráže na hřebenu Taraboš na albánsko-černohorské hranici

Albánsko-černohorská hranice (srbsky v latince Albansko-crnogorska granica, v cyrilici Албанско-црногорска граница, albánsky Kufiri Shqiptaro-Malazez) odděluje oba dva zmíněné státy. Má délku celkem 207,2 km. Z toho připadá 113,3 km na pevninu, 22 km na moři, 38,8 km na Skadarském jezeru a 33,1 km na řekách.
Pro Černou Horu se jedná o jihovýchodní hranici a pro Albánii o hranici severozápadní. Hranice prochází řídce osídlenými oblastmi; na severní straně prochází pohořím Prokletije a překonává údolí řeky Vermosh, kde se nachází první hraniční přechod (silniční). Blízko onoho údolí poté pokračuje jihozápadním směrem až ke Skadarskému jezeru. Hlavní hraniční přechod mezi Černou Horou a Albánií (Tuzi/Hani i Hotit) se nachází právě přitom u Skadarského jezera. Jedná se o přechod silniční (Mezinárodní silnice mezi městy Skadar a Podgorica) i železniční (na trati vedené obdobným směrem).
Jižně od Skadarského jezera překonává hranice horský hřeben blízko města Skadaru a poté vede středem toku řeky Bojany. Druhý hraniční přechod se nachází právě nedaleko řeky, mezi obcemi Sukobin/Muriqan. U ústí řeky do Jaderského moře (poblíž ostrova Ada Bojana) hranice končí.

## Historie
Hranice byla vytyčena v roce 1926 a i přes komplikované albánsko-jugoslávské vztahy nebyla s výjimkou bouřlivých období hranicí spornou.[zdroj?] V dobách existence socialistické Jugoslávie nicméně byla místem řady pohraničních incidentů, a proto byla oblast z jugoslávské strany uzavřena do vzdálenosti několika kilometrů do vnitrozemí (tzv. pohraniční pásmo). Z albánské strany byly i ve vysokých horách vybudovány bunkry pro případ nenadálé invaze ze strany severního souseda. Po roce 1991 byl režim na hranici normalizován.

## Obyvatelstvo
Hranice nemá význam etnické linie mezi černohorským a albánským obyvatelstvem; obyvatelé albánské národnosti obývají pohraniční pás v délce několika desítek kilometrů na černohorské straně (města Gusinje, Tuzi, Ulcinj a další).